# さいころボット コンボック
『さいころボット コンボック』（英：Cubix、米：Robots for Everyone、韓：큐빅스、KBS版：로보짱 큐빅스）は、2003年に「おはスタ」内で放送されたテレビアニメ。原案・3Dアニメ制作は韓国のCINEPIXと、オリジナルストーリー・日本語版制作はXEBEC。

## 概要
未来のロボット研究都市・新武蔵野シティを舞台に、剣イチローとその相棒であるロボット・コンボックの冒険を3DCGで描く。
北米では4キッズエンタテインメントがライセンスを取得し、Kids' WBで2001年8月11日から2003年4月26日まで放送されたが2004年以降はフォックス放送で放送された。韓国ではSBSで放送された後、KBSで放送された。

## あらすじ
新武蔵野シティは、高度なAIをもつロボットと人間が共存している。そこに引っ越してきた少年剣イチローはそこでコンボックと出会う。そんな中、プロフェッサーKなる人物が世界征服のために新武蔵野シティにやってきた。

## 登場人物
剣イチロー（つるぎいちろう）
声 - 石川静
主人公。オールバックで白いTシャツを着た少年。父とともに新武蔵野シティに引っ越してきた。
コンボック
声 - 松本保典
イチローの相棒。喋る言葉は片言。最初にイチローと出会ったときは、「ロボピット」で眠っていたが、イチローに修理された結果動くようになった。サイコロを寄せ集めたような姿をしており、以下のような形に変形できる。また、手からは様々なアイテムを出すことができる。
ジャイロコンボランサー
ロードコンボビーグル
ジェットコンボシューター
タンクコンボドリラー
フライコンボソーサー
ジェットコンボパンチャー
ドンドン
声 - 成瀬誠
ユリの相棒。
サドケン
声 - 福山潤
ミニコン
声 - 若林直美
ラフカ
声 - 川崎恵理子
岩木竜太（いわきりゅうた）
声 - 岩田光央
大柄な男の子。
綾小路タクミ（あやのこうじたくみ）
声 - 福圓美里
眼鏡をかけた小柄な男の子。
仙道ユリ（せんどうゆり）
声 - 落合祐里香
イチローの隣の家に住む女の子。
天宮伊音（あまみやいおん）
声 - 渡辺明乃
ロボピットの後見人を務める女性。
プロフェッサーK
声 - 長島雄一
世界征服をたくらむ悪の科学者。本名は「コノバ・カモン」だが「この馬鹿もん」に通じることから呼ばれるのを嫌っている。
ブルモーター
声 - 立花慎之介
竜太の相棒。
アイボール
声 - 千葉進歩
タクミの相棒。
スカベンジャー
プロフェッサーKが操るロボット。
ブラックベイダーK
声 - 伊藤健太郎
コンボックと互角の強さを誇る人型ロボット。
剣大三（つるぎだいぞう）
声 - 高瀬右光
イチローの父。レストランを経営しているがロボットを嫌っており、息子との折り合いは悪い。
天宮博士（あまみやはかせ）
声 - 沢木郁也
伊音の父。新エネルギー「クリスタニウム」の研究をしていた人物で、現在は消息不明。

## スタッフ
- 監督 - 箕ノ口克己
- シリーズ構成 - 平野靖士
- シリーズ演出 - はばらのぶよし
- 音楽 - 山田鉱士
- 掲載 - てれびくん（小学館）
- ビデオ等販売 - スターチャイルド
- 玩具製作 - トミー

## 主題歌
オープニングテーマ「Stay With Me」
エンディングテーマ「笑顔でバイバイ」
歌 - angela

## 各話リスト
| 話数 | 放送日                | サブタイトル                              | 脚本 | 絵コンテ | 演出 | 作画監督 |
| ---- | --------------------- | ----------------------------------------- | ---- | -------- | ---- | -------- |
| 1    | 2003年 10月6日 - 10日 | 目覚めよ! コンボック                      |      |          |      |          |
| 2    | 10月13日 - 17日       | オレの友だちコンボック                    |      |          |      |          |
| 3    | 10月20日 - 24日       | 地下で事件だ! コンボック                  |      |          |      |          |
| 4    | 10月27日 - 31日       | 御食事はドンドンだって! コンボック        |      |          |      |          |
| 5    | 11月3日 - 7日         | 火事だ火消しだ! コンボック                |      |          |      |          |
| 6    | 11月10日 - 14日       | チョー大型台風だぞ! コンボック            |      |          |      |          |
| 7    | 11月17日 - 21日       | マグピョンを助けろ! コンボック            |      |          |      |          |
| 8    | 11月24日 - 28日       | ロボット墓場の秘密を暴け! コンボック      |      |          |      |          |
| 9    | 12月1日 - 5日         | クリスタニウムの捜索だ! コンボック        |      |          |      |          |
| 10   | 12月8日 - 12日        | 罠に気をつけろ! コンボック                |      |          |      |          |
| 11   | 12月15日 - 19日       | よみがえれ! コンボック                    |      |          |      |          |
| 12   | 12月22日 - 26日       | 死ぬな、友だち! コンボック                |      |          |      |          |
| 13   | 2004年 1月5日 - 9日   | コンボック、ネズミ退治だ!                 |      |          |      |          |
| 14   | 1月12日 - 16日        | コンボック、タクミネーターの暴走を止めろ! |      |          |      |          |
| 15   | 1月19日 - 23日        | コンボック、遊園地を守れ!                 |      |          |      |          |
| 16   | 1月26日 - 30日        | コンボック、ボールゲームの勇者となれ!     |      |          |      |          |
| 17   | 2月2日 - 6日          | コンボック、ロボット博が狙われた!         |      |          |      |          |
| 18   | 2月9日 - 13日         | コンボック、嵐を呼ぶ凧上げ大会だ!         |      |          |      |          |
| 19   | 2月16日 - 20日        | コンボック、お前も夢を見るのか?           |      |          |      |          |
| 20   | 2月23日 - 27日        | コンボック、サーカス団が怪しいぞ!         |      |          |      |          |
| 21   | 3月1日 - 5日          | コンボック、プロフェッサーKって…!         |      |          |      |          |
| 22   | 3月8日 - 12日         | コンボック、ハイパワーアップだ!           |      |          |      |          |
| 23   | 3月15日 - 19日        | コンボック、死なないで!                   |      |          |      |          |
| 24   | 3月22日 - 26日        | コンボック、君は永遠の友だち!             |      |          |      |          |
| 25   | 3月29日 - 4月2日      | 恐れていたプロフェッサーKの逆襲!          |      |          |      |          |